# Список астероїдів (16501—16600)
| Назва                                | Тимчасове позначення | Дата відкриття    | Місце відкриття                   | Відкривач                    |
| ------------------------------------ | -------------------- | ----------------- | --------------------------------- | ---------------------------- |
| (16501) 1990 SX13                    | 1990 SX13            | 23 вересня 1990   | Обсерваторія Ла-Сілья             | Анрі Дебеонь                 |
| (16502) 1990 SB14                    | 1990 SB14            | 23 вересня 1990   | Обсерваторія Ла-Сілья             | Анрі Дебеонь                 |
| (16503) 1990 TY                      | 1990 TY              | 15 жовтня 1990    | Обсерваторія Ґейсей               | Тсутому Секі                 |
| (16504) 1990 TR5                     | 1990 TR5             | 9 жовтня 1990     | Обсерваторія Сайдинг-Спрінг       | Роберт Макнот                |
| 16505 Зульцер (Sulzer)               | 1990 TB13            | 12 жовтня 1990    | Обсерваторія Карла Шварцшильда    | Ф. Бернґен, Лутц Шмадель     |
| (16506) 1990 UH1                     | 1990 UH1             | 20 жовтня 1990    | Обсерваторія Сайдинг-Спрінг       | Роберт Макнот                |
| 16507 Фюурен (Fuuren)                | 1990 UM2             | 24 жовтня 1990    | Обсерваторія Кітамі               | Кін Ендате, Кадзуро Ватанабе |
| (16508) 1990 UB3                     | 1990 UB3             | 19 жовтня 1990    | Обсерваторія Дінік                | Ацуші Суґіе                  |
| (16509) 1990 UE4                     | 1990 UE4             | 16 жовтня 1990    | Обсерваторія Ла-Сілья             | Ерік Вальтер Ельст           |
| (16510) 1990 UL4                     | 1990 UL4             | 16 жовтня 1990    | Обсерваторія Ла-Сілья             | Ерік Вальтер Ельст           |
| (16511) 1990 UR4                     | 1990 UR4             | 16 жовтня 1990    | Обсерваторія Ла-Сілья             | Ерік Вальтер Ельст           |
| (16512) 1990 VQ4                     | 1990 VQ4             | 15 листопада 1990 | Обсерваторія Ла-Сілья             | Ерік Вальтер Ельст           |
| 16513 Васкс (Vasks)                  | 1990 VP6             | 15 листопада 1990 | Обсерваторія Ла-Сілья             | Ерік Вальтер Ельст           |
| 16514 Стівелія (Stevelia)            | 1990 VZ6             | 11 листопада 1990 | Паломарська обсерваторія          | Керолін Шумейкер, Девід Леві |
| 16515 Усманьград (Usmanʹgrad)        | 1990 VN14            | 15 листопада 1990 | КрАО                              | Людмила Черних               |
| 16516 Efremlevitan                   | 1990 VR14            | 15 листопада 1990 | КрАО                              | Людмила Черних               |
| (16517) 1990 WD                      | 1990 WD              | 19 листопада 1990 | Обсерваторія Сайдинг-Спрінг       | Роберт Макнот                |
| 16518 Акіхікоїто (Akihikoito)        | 1990 WF              | 16 листопада 1990 | Окутама                           | Цуному Хіокі, Шудзі Хаякава  |
| (16519) 1990 WV                      | 1990 WV              | 18 листопада 1990 | Обсерваторія Ла-Сілья             | Ерік Вальтер Ельст           |
| (16520) 1990 WO3                     | 1990 WO3             | 21 листопада 1990 | Обсерваторія Ла-Сілья             | Ерік Вальтер Ельст           |
| (16521) 1990 WR5                     | 1990 WR5             | 18 листопада 1990 | Обсерваторія Ла-Сілья             | Ерік Вальтер Ельст           |
| 16522 Телль (Tell)                   | 1991 AJ3             | 15 січня 1991     | Обсерваторія Карла Шварцшильда    | Ф. Бернґен                   |
| (16523) 1991 BP                      | 1991 BP              | 19 січня 1991     | Обсерваторія Дінік                | Ацуші Суґіе                  |
| 16524 Гаусман (Hausmann)             | 1991 BB3             | 17 січня 1991     | Обсерваторія Карла Шварцшильда    | Ф. Бернґен                   |
| 16525 Сюмарінайко (Shumarinaiko)     | 1991 CU2             | 14 лютого 1991    | Обсерваторія Кітамі               | Кін Ендате, Кадзуро Ватанабе |
| (16526) 1991 DC                      | 1991 DC              | 17 лютого 1991    | Обсерваторія Йорії                | Масару Араї, Хіроші Морі     |
| (16527) 1991 DH1                     | 1991 DH1             | 18 лютого 1991    | Паломарська обсерваторія          | Е. Гелін                     |
| 16528 Теракадо (Terakado)            | 1991 GV              | 2 квітня 1991     | Обсерваторія Кітамі               | Кін Ендате, Кадзуро Ватанабе |
| 16529 Dangoldin                      | 1991 GO1             | 9 квітня 1991     | Паломарська обсерваторія          | Е. Гелін                     |
| (16530) 1991 GR7                     | 1991 GR7             | 8 квітня 1991     | Обсерваторія Ла-Сілья             | Ерік Вальтер Ельст           |
| (16531) 1991 GO8                     | 1991 GO8             | 8 квітня 1991     | Обсерваторія Ла-Сілья             | Ерік Вальтер Ельст           |
| (16532) 1991 LY                      | 1991 LY              | 14 червня 1991    | Паломарська обсерваторія          | Е. Гелін                     |
| (16533) 1991 LA1                     | 1991 LA1             | 14 червня 1991    | Паломарська обсерваторія          | Е. Гелін                     |
| (16534) 1991 NB1                     | 1991 NB1             | 10 липня 1991     | Паломарська обсерваторія          | Е. Гелін                     |
| (16535) 1991 NF3                     | 1991 NF3             | 4 липня 1991      | Обсерваторія Ла-Сілья             | Анрі Дебеонь                 |
| (16536) 1991 PV1                     | 1991 PV1             | 10 серпня 1991    | Обсерваторія Ла-Сілья             | Ерік Вальтер Ельст           |
| (16537) 1991 PF11                    | 1991 PF11            | 8 серпня 1991     | Паломарська обсерваторія          | Генрі Гольт                  |
| (16538) 1991 PO12                    | 1991 PO12            | 5 серпня 1991     | Паломарська обсерваторія          | Генрі Гольт                  |
| (16539) 1991 PY12                    | 1991 PY12            | 5 серпня 1991     | Паломарська обсерваторія          | Генрі Гольт                  |
| (16540) 1991 PO16                    | 1991 PO16            | 7 серпня 1991     | Паломарська обсерваторія          | Генрі Гольт                  |
| (16541) 1991 PW18                    | 1991 PW18            | 8 серпня 1991     | Паломарська обсерваторія          | Генрі Гольт                  |
| (16542) 1991 PK31                    | 1991 PK31            | 14 серпня 1991    | Обсерваторія Ла-Сілья             | Ерік Вальтер Ельст           |
| (16543) 1991 RC2                     | 1991 RC2             | 5 вересня 1991    | Обсерваторія Верхнього Провансу   | Ерік Вальтер Ельст           |
| 16544 Хохленарт (Hochlehnert)        | 1991 RA3             | 9 вересня 1991    | Обсерваторія Карла Шварцшильда    | Лутц Шмадель, Ф. Бернґен     |
| (16545) 1991 RN4                     | 1991 RN4             | 9 вересня 1991    | Обсерваторія Кійосато             | Сатору Отомо                 |
| (16546) 1991 RP5                     | 1991 RP5             | 13 вересня 1991   | Паломарська обсерваторія          | Генрі Гольт                  |
| (16547) 1991 RS7                     | 1991 RS7             | 7 вересня 1991    | Паломарська обсерваторія          | Е. Гелін                     |
| (16548) 1991 RR9                     | 1991 RR9             | 10 вересня 1991   | Паломарська обсерваторія          | Генрі Гольт                  |
| (16549) 1991 RE10                    | 1991 RE10            | 12 вересня 1991   | Паломарська обсерваторія          | Генрі Гольт                  |
| (16550) 1991 RB13                    | 1991 RB13            | 10 вересня 1991   | Паломарська обсерваторія          | Генрі Гольт                  |
| (16551) 1991 RT14                    | 1991 RT14            | 15 вересня 1991   | Паломарська обсерваторія          | Генрі Гольт                  |
| 16552 Савамура (Sawamura)            | 1991 SB              | 16 вересня 1991   | Обсерваторія Кітамі               | Кін Ендате, Кадзуро Ватанабе |
| (16553) 1991 TL14                    | 1991 TL14            | 7 жовтня 1991     | Паломарська обсерваторія          | С. де Сен-Енян               |
| (16554) 1991 UE2                     | 1991 UE2             | 29 жовтня 1991    | Обсерваторія Кушіро               | Сейджі Уеда, Хіроші Канеда   |
| 16555 Наґаомасамі (Nagaomasami)      | 1991 US3             | 31 жовтня 1991    | Обсерваторія Кітамі               | Кін Ендате, Кадзуро Ватанабе |
| (16556) 1991 VQ1                     | 1991 VQ1             | 4 листопада 1991  | Обсерваторія Кушіро               | Сейджі Уеда, Хіроші Канеда   |
| (16557) 1991 VE2                     | 1991 VE2             | 9 листопада 1991  | Обсерваторія Кушіро               | Сейджі Уеда, Хіроші Канеда   |
| (16558) 1991 VQ2                     | 1991 VQ2             | 1 листопада 1991  | Паломарська обсерваторія          | Е. Гелін                     |
| (16559) 1991 VA3                     | 1991 VA3             | 9 листопада 1991  | Обсерваторія Дінік                | Ацуші Суґіе                  |
| 16560 Daitor                         | 1991 VZ5             | 2 листопада 1991  | Обсерваторія Ла-Сілья             | Ерік Вальтер Ельст           |
| 16561 Роулз (Rawls)                  | 1991 VP7             | 3 листопада 1991  | Обсерваторія Кітт-Пік             | Spacewatch                   |
| (16562) 1992 AV1                     | 1992 AV1             | 9 січня 1992      | Паломарська обсерваторія          | Е. Гелін                     |
| 16563 Об (Ob)                        | 1992 BF2             | 30 січня 1992     | Обсерваторія Ла-Сілья             | Ерік Вальтер Ельст           |
| 16564 Коріоліс (Coriolis)            | 1992 BK2             | 30 січня 1992     | Обсерваторія Ла-Сілья             | Ерік Вальтер Ельст           |
| (16565) 1992 CZ1                     | 1992 CZ1             | 12 лютого 1992    | Мерида (Венесуела)                | Орландо Наранхо, Юрґен Сток  |
| (16566) 1992 CZ2                     | 1992 CZ2             | 2 лютого 1992     | Обсерваторія Ла-Сілья             | Ерік Вальтер Ельст           |
| (16567) 1992 CQ3                     | 1992 CQ3             | 2 лютого 1992     | Обсерваторія Ла-Сілья             | Ерік Вальтер Ельст           |
| (16568) 1992 DX5                     | 1992 DX5             | 29 лютого 1992    | Обсерваторія Ла-Сілья             | UESAC                        |
| (16569) 1992 DA10                    | 1992 DA10            | 29 лютого 1992    | Обсерваторія Ла-Сілья             | UESAC                        |
| (16570) 1992 DE11                    | 1992 DE11            | 29 лютого 1992    | Обсерваторія Ла-Сілья             | UESAC                        |
| (16571) 1992 EE                      | 1992 EE              | 2 березня 1992    | Обсерваторія Кушіро               | Сейджі Уеда, Хіроші Канеда   |
| (16572) 1992 EU5                     | 1992 EU5             | 2 березня 1992    | Обсерваторія Ла-Сілья             | UESAC                        |
| (16573) 1992 EC10                    | 1992 EC10            | 2 березня 1992    | Обсерваторія Ла-Сілья             | UESAC                        |
| (16574) 1992 EU10                    | 1992 EU10            | 6 березня 1992    | Обсерваторія Ла-Сілья             | UESAC                        |
| (16575) 1992 EH11                    | 1992 EH11            | 6 березня 1992    | Обсерваторія Ла-Сілья             | UESAC                        |
| (16576) 1992 EY11                    | 1992 EY11            | 6 березня 1992    | Обсерваторія Ла-Сілья             | UESAC                        |
| (16577) 1992 ET23                    | 1992 ET23            | 2 березня 1992    | Обсерваторія Ла-Сілья             | UESAC                        |
| 16578 Ессджейсс (Essjayess)          | 1992 FM1             | 29 березня 1992   | Обсерваторія Сайдинг-Спрінг       | Данкан Стіл                  |
| (16579) 1992 GO                      | 1992 GO              | 3 квітня 1992     | Обсерваторія Кушіро               | Сейджі Уеда, Хіроші Канеда   |
| (16580) 1992 HA                      | 1992 HA              | 21 квітня 1992    | Обсерваторія Кійосато             | Сатору Отомо                 |
| (16581) 1992 JF3                     | 1992 JF3             | 8 травня 1992     | Обсерваторія Ла-Сілья             | Анрі Дебеонь                 |
| (16582) 1992 JS3                     | 1992 JS3             | 11 травня 1992    | Обсерваторія Ла-Сілья             | Анрі Дебеонь                 |
| 16583 Oersted                        | 1992 OH2             | 26 липня 1992     | Обсерваторія Ла-Сілья             | Ерік Вальтер Ельст           |
| (16584) 1992 PM                      | 1992 PM              | 8 серпня 1992     | Коссоль                           | Ерік Вальтер Ельст           |
| (16585) 1992 QR                      | 1992 QR              | 23 серпня 1992    | Паломарська обсерваторія          | Генрі Гольт                  |
| (16586) 1992 RZ6                     | 1992 RZ6             | 2 вересня 1992    | Обсерваторія Ла-Сілья             | Ерік Вальтер Ельст           |
| 16587 Наґаморі (Nagamori)            | 1992 SE              | 21 вересня 1992   | Обсерваторія Кітамі               | Кін Ендате, Кадзуро Ватанабе |
| 16588 Johngee                        | 1992 ST              | 23 вересня 1992   | Паломарська обсерваторія          | Е. Гелін                     |
| 16589 Гаструп (Hastrup)              | 1992 SL1             | 24 вересня 1992   | Паломарська обсерваторія          | Е. Гелін                     |
| 16590 Бруновальтер (Brunowalter)     | 1992 SM2             | 21 вересня 1992   | Обсерваторія Карла Шварцшильда    | Ф. Бернґен, Лутц Шмадель     |
| (16591) 1992 SY17                    | 1992 SY17            | 30 вересня 1992   | Паломарська обсерваторія          | Генрі Гольт                  |
| (16592) 1992 TM1                     | 1992 TM1             | 3 жовтня 1992     | Паломарська обсерваторія          | Генрі Гольт                  |
| (16593) 1992 UB3                     | 1992 UB3             | 25 жовтня 1992    | Окутама                           | Цуному Хіокі, Шудзі Хаякава  |
| 16594 Сораті (Sorachi)               | 1992 UL4             | 26 жовтня 1992    | Обсерваторія Кітамі               | Кін Ендате, Кадзуро Ватанабе |
| (16595) 1992 UU6                     | 1992 UU6             | 20 жовтня 1992    | Паломарська обсерваторія          | Генрі Гольт                  |
| 16596 Стівенштраусс (Stephenstrauss) | 1992 UN7             | 18 жовтня 1992    | Обсерваторія Кітт-Пік             | Spacewatch                   |
| (16597) 1992 YU1                     | 1992 YU1             | 18 грудня 1992    | Коссоль                           | Ерік Вальтер Ельст           |
| (16598) 1992 YC2                     | 1992 YC2             | 18 грудня 1992    | Коссоль                           | Ерік Вальтер Ельст           |
| 16599 Шорланд (Shorland)             | 1993 BR2             | 20 січня 1993     | Обсерваторія Яцуґатаке-Кобутізава | Йошіо Кушіда, Осаму Мурамацу |
| (16600) 1993 DQ                      | 1993 DQ              | 21 лютого 1993    | Обсерваторія Кушіро               | Сейджі Уеда, Хіроші Канеда   |

| ← Астероїди 10001—20000 → |             |             |             |             |             |             |             |             |             |
| 10001—10100               | 11001—11100 | 12001—12100 | 13001—13100 | 14001—14100 | 15001—15100 | 16001—16100 | 17001—17100 | 18001—18100 | 19001—19100 |
| 10101—10200               | 11101—11200 | 12101—12200 | 13101—13200 | 14101—14200 | 15101—15200 | 16101—16200 | 17101—17200 | 18101—18200 | 19101—19200 |
| 10201—10300               | 11201—11300 | 12201—12300 | 13201—13300 | 14201—14300 | 15201—15300 | 16201—16300 | 17201—17300 | 18201—18300 | 19201—19300 |
| 10301—10400               | 11301—11400 | 12301—12400 | 13301—13400 | 14301—14400 | 15301—15400 | 16301—16400 | 17301—17400 | 18301—18400 | 19301—19400 |
| 10401—10500               | 11401—11500 | 12401—12500 | 13401—13500 | 14401—14500 | 15401—15500 | 16401—16500 | 17401—17500 | 18401—18500 | 19401—19500 |
| 10501—10600               | 11501—11600 | 12501—12600 | 13501—13600 | 14501—14600 | 15501—15600 | 16501—16600 | 17501—17600 | 18501—18600 | 19501—19600 |
| 10601—10700               | 11601—11700 | 12601—12700 | 13601—13700 | 14601—14700 | 15601—15700 | 16601—16700 | 17601—17700 | 18601—18700 | 19601—19700 |
| 10701—10800               | 11701—11800 | 12701—12800 | 13701—13800 | 14701—14800 | 15701—15800 | 16701—16800 | 17701—17800 | 18701—18800 | 19701—19800 |
| 10801—10900               | 11801—11900 | 12801—12900 | 13801—13900 | 14801—14900 | 15801—15900 | 16801—16900 | 17801—17900 | 18801—18900 | 19801—19900 |
| 10901—11000               | 11901—12000 | 12901—13000 | 13901—14000 | 14901—15000 | 15901—16000 | 16901—17000 | 17901—18000 | 18901—19000 | 19901—20000 |